# Kyle Russell
Kyle Elton Russell (Sacramento, 25 agosto 1993) è un pallavolista statunitense, opposto del Milōn.

## Carriera

### Club
La carriera di Kyle Russell inizia nei tornei scolastici californiani, giocando per la Del Oro HS. In seguito gioca a livello universitario, prendendo parte alla NCAA Division I con la UC Irvine: dopo aver saltato l'edizione 2012 del torneo, vince il titolo nazionale al termine dell'edizione successiva.
Nella stagione 2016-17 firma il suo primo contratto professionistico, ingaggiato in Polonia dal Będzin, club di Polska Liga Siatkówki. Nella stagione seguente si trasferisce in Germania, ingaggiato dallo Charlottenburg di Berlino, in 1. Bundesliga: col club capitolo tedesco conquista due scudetti in altrettante annate. Si trasferisce quindi al Cannes, club militante nella Ligue A francese, per il campionato 2019-20, venendo impiegato nel ruolo di opposto.
Per l'annata 2020-21 viene selezionato attraverso un draft dai sudcoreani del KEPCO Vixtorm, impegnati in V-League e con cui si aggiudica la Coppa KOVO, venendo insignito del premio di MVP del torneo: resta nel medesimo campionato anche nell'annata seguente, difendendo però i colori dei Samsung Bluefangs. Nel campionato 2022-23 torna a giocare nella massima divisione transalpina, ingaggiato dall'Arago de Sète, mentre nel campionato successivo è di scena in Italia, dove partecipa alla Superlega con la Prisma Taranto.
Nella stagione 2024-25 approda in Grecia, disputando la Volley League con il Milōn.

### Nazionale
Fa parte delle selezioni giovanili statunitensi, senza tuttavia giocare alcuna gara ufficiale. Esordisce in nazionale maggiore in occasione della Coppa panamericana 2015, conquistando in seguito la medaglia d'argento al campionato nordamericano 2019. Nel 2022 vince la medaglia d'argento alla Volleyball Nations League.

## Palmarès

### Club
- NCAA Division I: 1

2013
- Campionato tedesco: 2

2017-18, 2018-19
- Coppa KOVO: 1

2020

### Premi individuali
- 2020 - Coppa KOVO: MVP
- 2021 - V-League: MVP 2º round
- 2022 - V-League: MVP 2º round